# Zernez
Zernez es una comuna suiza del cantón de los Grisones, situada en la Región de Engiadina Bassa/Val Müstair, en el valle de la Engadina. Limita al norte con las comunas de Susch, Lavin y Ardez, al este con Tarasp y Val Müstair, al sur con Valdidentro (IT-SO) y Livigno (IT-SO), y al oeste con S-chanf.
Una significativa mayoría de la población utiliza el dialecto vallader del romanche.